# آرامگاه شیخ عبدالله طرشتی
بقعه شیخ عبدالله طرشتی آرامگاه عبدالله طرشتی عالم دینی مربوط به سدهٔ ۸ ه.ق است و در تهران، خیابان آزادی واقع شده و این اثر در تاریخ ۶ خرداد ۱۳۷۷ با شمارهٔ ثبت ۲۰۲۱ به‌عنوان یکی از آثار ملی ایران به ثبت رسیده است.